# Bergsångare
Bergsångare (Phylloscopus bonelli) är en liten fågel i familjen lövsångare (Phylloscopidae) vars medlemmar tidigare fördes till den då mycket stora familjen Sylviidae. Fågeln häckar i sydvästra Europa, från Portugal till Italien, samt i nordvästra Afrika. Vintertid flyttar den till tropiska Västafrika. Den är en mycket sällsynt gäst norr om sitt utbredningsområde, med bland annat 13 säkra fynd i Sverige. Fram till mitten av 1990-talet kategoriserades den östliga balkansångaren (Phylloscopus orientalis) som underart till bergsångare, men denna urskiljs numera allmänt som egen art. IUCN kategoriserar bergsångaren som livskraftig. 

## Kännetecken

### Utseende

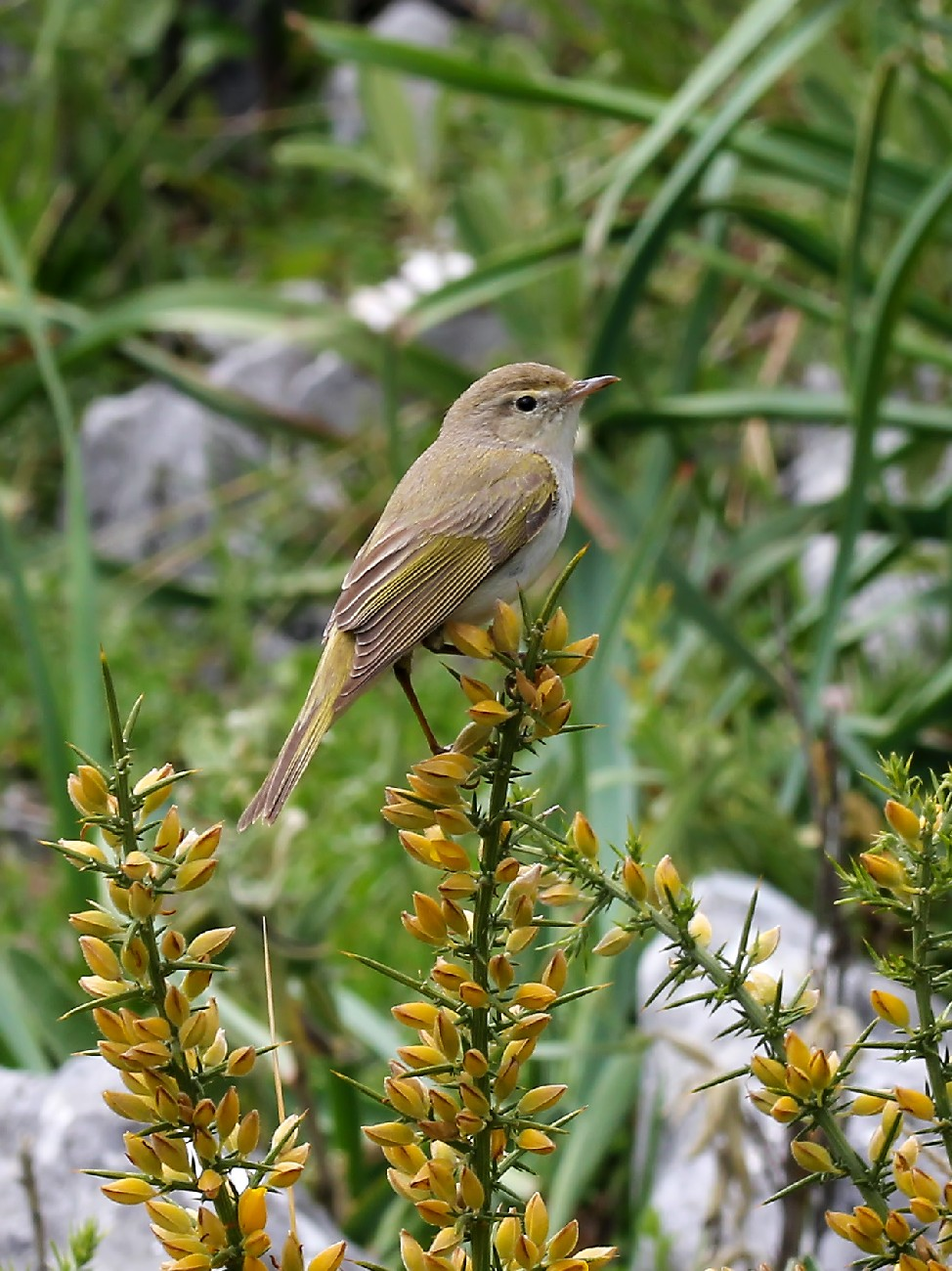
Bergsångare fotograferad i Grazalema, Spanien.

Bergsångaren är en liten sångare med en längd på 10,5–11,5 cm. Den adulta individen har matt grågrön hjässa och rygg, gulgrön övergump, medan vingovansidan och stjärten är gröntonad med svarta inslag och tertialerna är ljuskantade. Strupen, bröstet, buken och undergumpen är vit. Näbben är liten och vass, och benen ljust gråbruna. Som hos de flesta av sångarna så finns det inga skillnader i teckning hos könen.
Till utseendet är bergsångaren mycket lik balkansångaren, där den senare dock är aningen större med längre vingar. På våren syns ofta en ljusgrå vingfläck formad av blekta och slitna kanter på de större täckarna och tertialerna. Den är också något mer brungrå och mindre grön på ovansidan. Höstfåglar är dock mycket lika varandra, ibland omöjliga att skilja åt.

### Läte
Det arttypiska locklätet, som distinkt skiljer bergsångaren från balkansångaren, är ett tydligt tvåstavigt visslande "hy-if" eller "hu-it". Balkansångarens lockläte är istället ett entavigt tonlöst "tjipp" eller "chup" och påminner om gråsparvens eller korsnäbbarnas lockläten. Det finns inget dokumenterat fall av en individ som använt sig av båda taxonens lockläten. Båda arternas sång består av en snabb och monoton drill av ljusa toner som initialt påminner om grönsångarens sång men utan att accelerera mot slutet. Bergsångarens och balkansångarens sång ter sig som mycket lika men innehåller konstanta strukturskillnader vilka framgår i jämförande sonogram. En undersökning genomförd i södra Tyskland visade att bergsångare inte alls reagerade på uppspelning av varken sång eller lockläte av balkansångare.

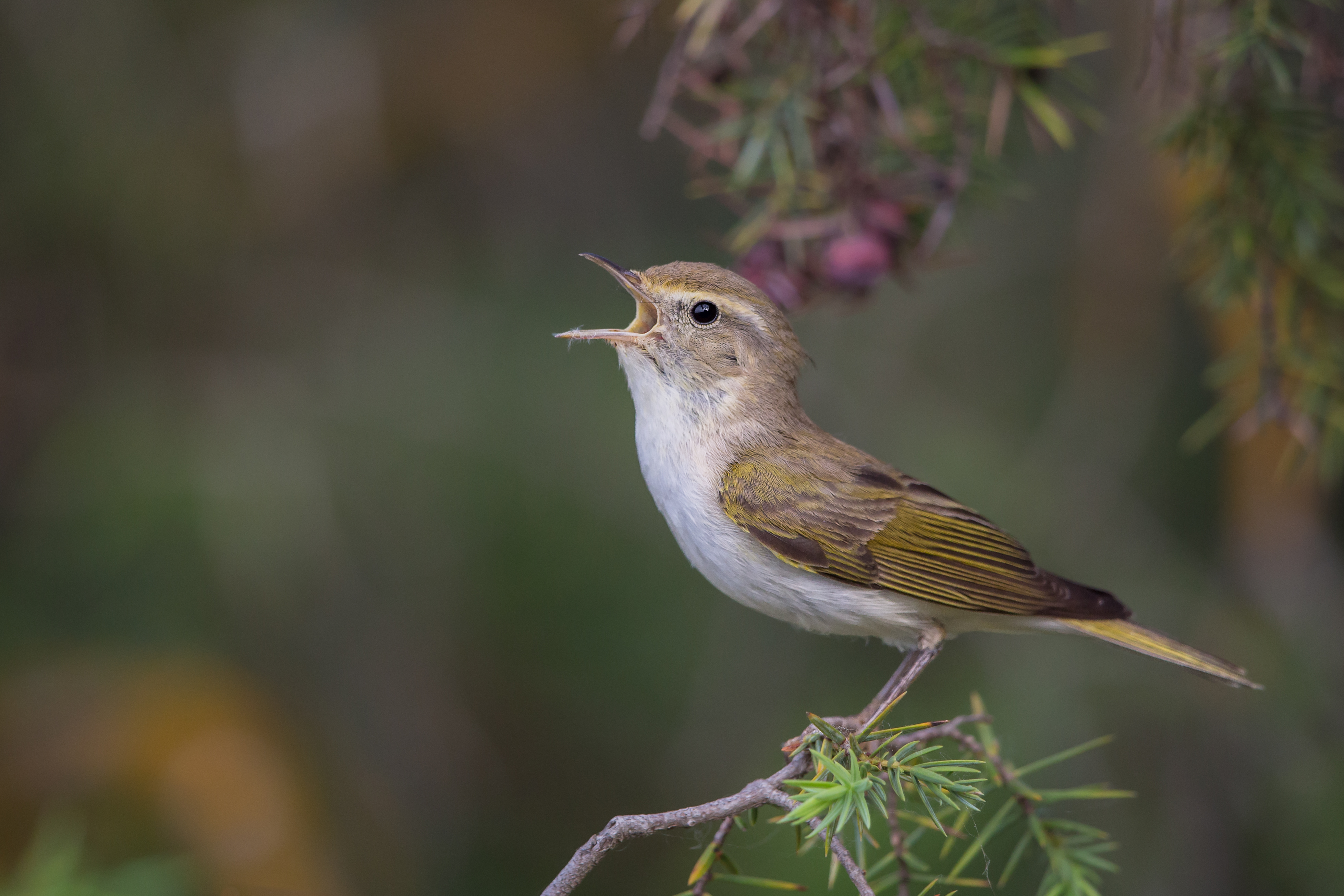
Sjungande bergsångare.

## Utbredning och systematik
Bergsångare häckar i de västra delarna av centrala och södra Europa, i ett område som österut sträcker sig till södra Italien och Kroatien. Den häckar även i Marocko, Algeriet och Tunisien i Nordafrika. Bergsångaren är en flyttfågel och övervintrar söder om Sahara i tropiska Afrika. Den är sällsynt norr om sitt utbredningsområde.
Balkansångare (P. orientalis) som häckar i sydöstra Europa och mindre Asien kategoriserades länge som en underart till bergsångare. Utseendemässigt är de mycket lika men arternas häckningsområden överlappar inte och deras lockläten är helt olika. Data från jämförelser av mtDNA från cytokrom b visar på sådana markanta skillnader som 8,3–8,8% vilket är lika stort som mellan dessa båda taxa och grönsångare (Phylloscopus sibilatrix). 1997 beslutade British Ornithologists' Union (BOU) att kategorisera bergsångare och balkansångare som två goda arter och 2003 beslutade även Sveriges ornitologiska förening (SOF, numera BirdLife Sverige) att kategorisera dem på samma sätt.

### Förekomst i Sverige
Efter att SOF delade upp taxonen bonelli och orientalis i två arter kräver man beskrivningar av lockläte för att med säkerhet kunna avgöra huruvida det rör sig om bergsångare eller balkansångare. Detta gäller även för äldre observationer. Fram till och med 2021 har det observerats 13 säkerställda bergsångare i Sverige. Ytterligare fem fynd har gjorts av obestämda berg- eller balkansångare.

### Familje- och släktestillhörighet
Bergsångaren placerades tidigare i familjen sångare (Sylviidae). Denna artrika familj har idag delats upp i ett tiotal familjer och bergsångaren har, tillsammans med de andra arterna i släktet Phylloscopus, placerats i familjen lövsångare (Phylloscopidae). Vissa auktoriteter har dock valt att dela upp Phylloscopus i flera mindre släkten, varvid de nära släktingarna bergsångare, balkansångare och grönsångare lyfts ut till det egna släktet Rhadina.

## Ekologi
Bergsångaren återfinns i skog och skogsmark och är inte en utpräglad bergsfågel vilket namnet felaktigt kan få en att tro. Den lägger i genomsnitt fem till sex ägg i ett klotformat rede på marken som honan själv ruvar i tolv till 13 dygn. Efter att ungarna kläckts tar båda föräldrar hand om dem tills de är flygga efter ytterligare tolv till 13 dygn. Likt de flesta sångarna livnär sig bergsångaren på mask och insekter.

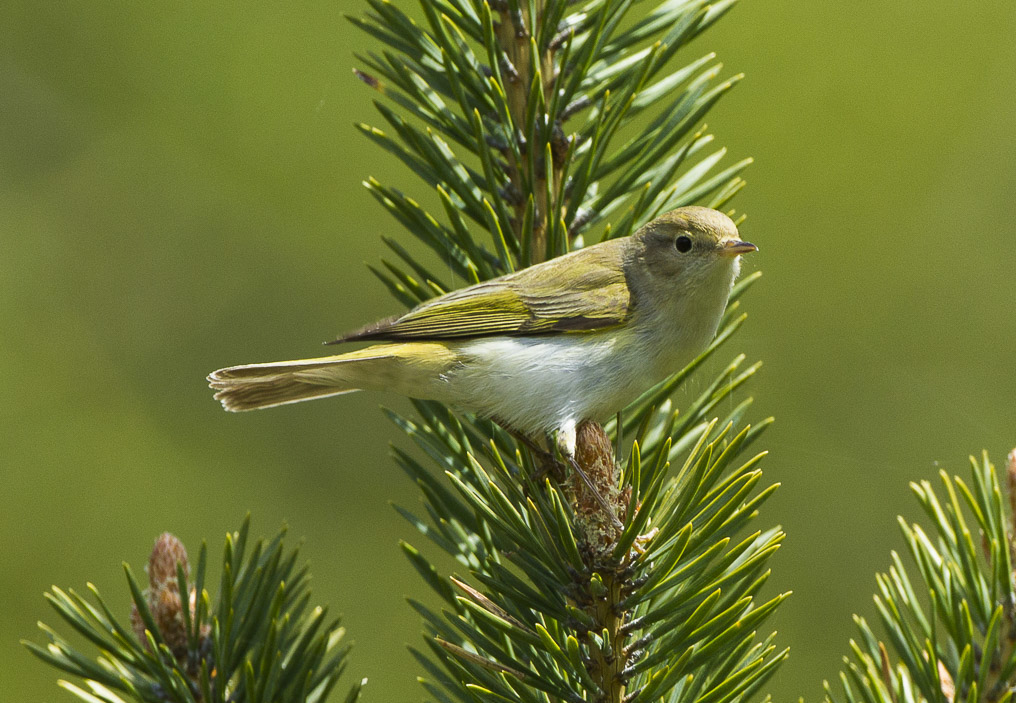
Bergsångare fotograferad i Italien.

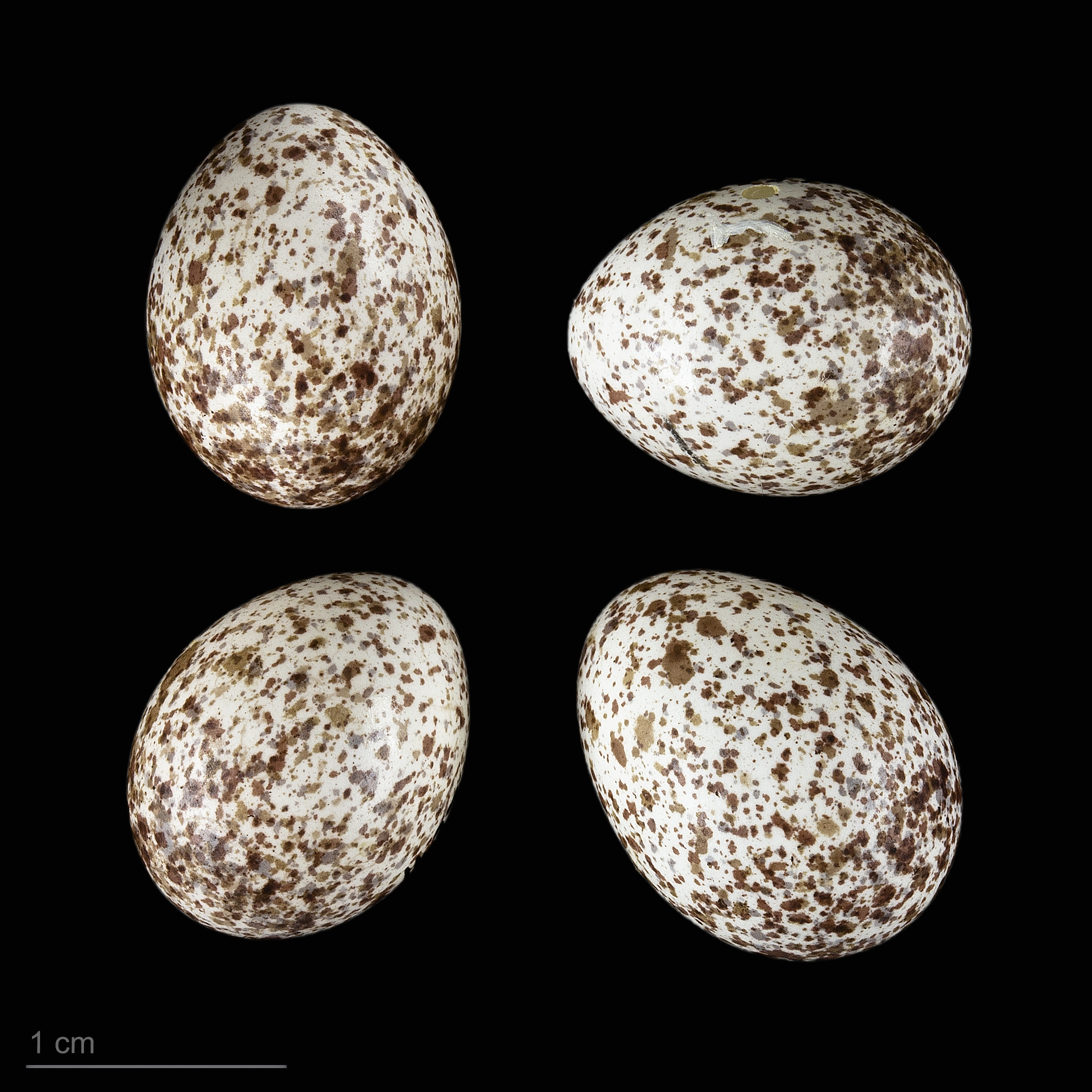
Phylloscopus bonelli

## Status och hot
Arten har ett stort utbredningsområde och tros öka i antal. Internationella naturvårdsunionen IUCN listar den därför som livskraftig (LC). Världspopulationen uppskattas till cirka 5,5 miljoner häckande individer.

### Namn
Släktnamnet kommer av grekiskans phullon (löv) och skopos (sökare), medan bonelli syftar på professor Franco Andrea Bonelli (1784–1830), en italiensk naturforskare och samlare.